# Gabriela Maria Schmeide

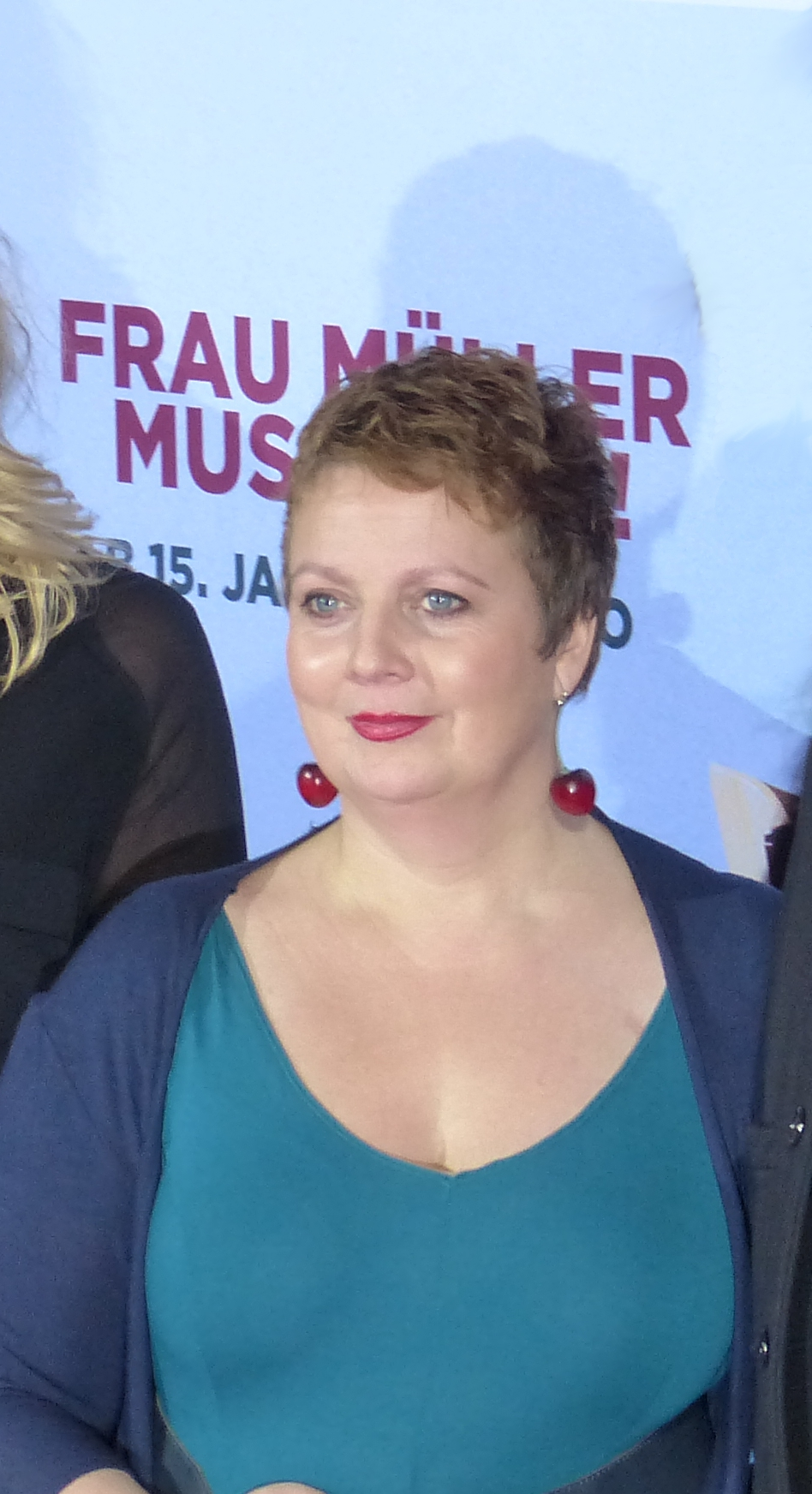
Gabriela Maria Schmeide bei der Kinopremiere von Frau Müller muss weg!, Januar 2015, Cinedom Köln

Gabriela Maria Schmeide (obersorbisch Gabriela Marija Šmajdźina; * 10. Juli 1965 in Bautzen als Gabriela Kubitz bzw. Kubicec) ist eine deutsch-sorbische Schauspielerin.

## Leben
Gabriela Maria Kubitz wuchs als Tochter sorbischer Eltern zweisprachig in Bautzen auf. Nach dem Abitur wollte sie Medizin studieren, was ihr aber in der DDR verwehrt wurde, da ihr Vater in den Westen geflohen war. Stattdessen arbeitete sie im Deutsch-Sorbischen Volkstheater in Bautzen als Souffleuse und kam darüber zur Schauspielerei. 
Gabriela Maria Schmeide lebt in Bremen, ist verheiratet und hat eine Tochter.

## Bühne
Ab 1984 absolvierte sie zunächst eine Gesangs- und Violinausbildung, um dann von 1987 bis 1991 an der Hochschule für Schauspielkunst „Ernst Busch“ in Berlin Schauspiel zu studieren.
Im Anschluss erhielt sie ein Engagement am Berliner Ensemble. 1992 wurde sie von der Zeitschrift Theater heute zur Nachwuchsschauspielerin des Jahres gewählt; zwei Jahre später erhielt sie den Förderpreis der Akademie der Künste. Von 1994 bis 2009 war sie Mitglied im Ensemble des Theaters Bremen, zuerst mit einem festen Engagement und danach als freie Schauspielerin. In Bremen spielte sie unter Regisseuren wie Andrej Woron und Karin Henkel unter anderem die Blanche in Endstation Sehnsucht und die Lady Macbeth. Auch Chansonabende gehören zu ihrem Repertoire. Seit der Spielzeit 2009/2010 ist sie festes Ensemblemitglied des Thalia-Theaters in Hamburg.

## Film und Fernsehen
Seit 2000 spielt sie in Film- und Fernsehproduktionen mit und ist so auch dem Publikum außerhalb der Theater bekannt geworden. Ihre erste Filmrolle hatte sie zunächst 2001 im Film Die Polizistin von Andreas Dresen, in dem sie die Titelfigur verkörpert. Ein Jahr später wirkte sie in Dresens Film Halbe Treppe mit, der ebenso wie Die Polizistin einige Filmpreise gewann. Außerdem ist sie seitdem in verschiedenen TV-Produktionen zu sehen gewesen, darunter einige Tatorte und die Serie Das Kanzleramt. 2020 erhielt Schmeide für ihre Nebenrolle als Sozialarbeiterin Frau Bafané in Nora Fingscheidts Spielfilm Systemsprenger (2019) den Deutschen Filmpreis.

## Auszeichnungen
- 1992: Nachwuchsschauspielerin des Jahres, ausgewählt von Theater heute
- 1994: Förderpreis des Kunstpreises der Akademie der Künste für Darstellende Kunst
- 1996: Kurt-Hübner-Preis der Bremer Theaterfreunde e. V.
- 2001: 37. Adolf-Grimme-Preis mit Gold für „Beste Darstellung“ in Die Polizistin
- 2002: Silver Hugo des Chicago International Film Festivals für „Beste Ensembleleistung“ in Halbe Treppe
- 2003: Silberner Roland der Volksbühne Bremen e. V. für ihre Rollen in den Stücken Kasimir und All Inclusive in der Spielzeit 2002/2003 am Theater Bremen
- 2004: Deutscher Fernsehpreis in der Kategorie „Beste Schauspielerin (Nebenrolle)“ in Leben wäre schön
- 2007: Deutscher Fernsehpreis in der Kategorie „Beste(r) Schauspieler(in) (Nebenrolle)“ für Die Flucht
- 2013: Rolf-Mares-Preis in der Kategorie Herausragende Leistung Darstellerin/Sängerin/Tänzerin für die Darstellung der Zerlina in Don Giovanni. Letzte Party im Thalia Theater[5]
- 2016: Deutscher Schauspielerpreis 2016 in der Kategorie „Beste Schauspielerin Nebenrolle“ für Tatort: Die Wiederkehr
- 2020: Deutscher Filmpreis in der Kategorie Beste weibliche Nebenrolle für Systemsprenger
- 2021: Tilla-Durieux-Schmuck[6]

## Theaterrollen (Auswahl)
- Casting (Tamara) Regie: Konstanze Lauterbach
- Vor Sonnenaufgang (Helene) Regie: Christoph Schroth
- Perikles (Dionysia) Regie: Peter Palitzsch
- Yvonne, die Burgunderprinzessin (Yvonne) Regie: Barbara Bilabel
- Macbeth (Lady Macbeth) Regie: Andrej Woron
- Leonce und Lena (Lena) Regie: Herbert König
- König Lear (Goneril) Regie: Karin Henkel
- Endstation Sehnsucht (Blanche) Regie: Karin Henkel
- Schon wieder so ’ne Lust – Liederabend
- Die Dreigroschenoper (Polly) Regie: Andrej Woron
- Die Ratten (Frau John) Regie: Nicolai Sykosch
- Kasimir und Karoline (Karoline) Regie: Andrej Woron
- Die Verurteilung des Lukullus (Fischweib) – Dirigent: Eberhard Kloke, Regie: Katja Czellnik

## Kino- und TV-Produktionen
- 2000: Die Polizistin (Regie: Andreas Dresen)
- 2001: Nicht ohne dich (Regie: Diethard Klante)
- 2001: Mein erstes Wunder (Regie: Anne Wild)
- 2001: Große Mädchen weinen nicht (Regie: Maria von Heland)
- 2002: Halbe Treppe (Regie: Andreas Dresen)
- 2002: Der Aufstand (TV) (Regie: Hans-Christoph Blumenberg)
- 2003: Tatort – Die Liebe der Schlachter (Regie: Thomas Jauch)
- 2003: Leben wäre schön (Regie: Kai Wessel)
- 2004–2005: Kanzleramt (TV) (Regie: Hans-Christoph Blumenberg)
- 2004: Liebe Amelie (TV) (Regie: Maris Pfeiffer)
- 2004: Das Zimmermädchen (Regie: Matthias Tiefenbacher)
- 2004: Von Mann zu Mann (Regie: Thorsten Näter)
- 2005: Tatort – Erfroren (TV) (Regie: Züli Aladag)
- 2005: Am Tag als Bobby Ewing starb (Regie: Lars Jessen)
- 2005: Der letzte Zeuge – Gambit Star (TV) (Regie: Bernhard Stephan)
- 2005: Dresden (TV-Zweiteiler) (Regie: Roland Suso Richter)
- 2005: Die Blaumänner (1 Episode) (Regie: Guido Peters)
- 2005: Elbe (Regie: Marco Mittelstaedt)
- 2005: Tatort – Sonnenfinsternis (TV) (Regie: Dieter Berner)
- 2005: Stella und der Stern des Orients (Regie: Almut Getto)
- 2006: Elbe (Regie: Marco Mittelstaedt)
- 2006: Die Wolke (Regie: Gregor Schnitzler)
- 2006: Der Dicke (Regie: Lars Jessen)
- 2007: Bella Block: Weiße Nächte (Regie: Christian von Castellberg)
- 2007: Die Flucht (TV-Zweiteiler) (Regie: Kai Wessel)
- 2007: Krauses Fest (TV) (Regie: Bernd Böhlich)
- 2007: Guter Junge (TV) (Regie: Torsten C. Fischer)
- 2008: Patchwork (TV) (Regie: Franziska Buch)
- 2008: Tatort – Borowski und die einsamen Herzen (TV) (Regie: Lars Jessen)
- 2008: Die Drachen besiegen (TV) (Regie: Franziska Buch)
- 2008: Finnischer Tango
- 2009: Das weiße Band – Eine deutsche Kindergeschichte (Regie: Michael Haneke)
- 2010: Die Friseuse (Regie: Doris Dörrie)
- 2010: Henri 4 (Regie: Jo Baier)
- 2012: Ruhm (Regie: Isabel Kleefeld)
- 2012: Bis zum Horizont, dann links! (Regie: Bernd Böhlich)
- 2012: Allerleirauh (TV) (Regie: Christian Theede)
- 2015: Frau Müller muss weg! (Regie: Sönke Wortmann)
- 2015: Tatort – Die Wiederkehr (Regie: Florian Baxmeyer)
- 2016: Wellness für Paare (Regie: Jan Georg Schütte)
- 2016: Der letzte Cowboy (Miniserie)
- 2017: In Zeiten des abnehmenden Lichts
- 2018: Am Ende ist man tot (Regie: Daniel Lommatzsch)
- 2018: Der Prag-Krimi (TV)
- 2018: Das Märchen von der Regentrude
- 2019: Systemsprenger
- 2020: Lindenberg! Mach dein Ding (Regie: Hermine Huntgeburth)
- 2021: Hannes
- 2021: Tina mobil
- 2022: Mittagsstunde
- 2022: Polizeiruf 110: Hexen brennen (Fernsehreihe)
- 2023: I don’t work here (Miniserie)
- 2024: Kanzlei Liebling Kreuzberg
- 2024: Informant – Angst über der Stadt (Fernsehserie, ARD)

## Hörspiele
- 1998: Bruno Schulz: Wie Jakub, mein Vater, sich von uns wegverwandelte – Bearbeitung, Regie und Musikcollage: Heinz von Cramer (Familiendrama – HR)
- 1999: Dagmar Scharsich: Salve! (Melanie) – Regie: Barbara Plensat (Kriminalhörspiel – NDR)
- 2004: Hermann Broch: Der Tod des Virgil – Bearbeitung und Regie: Heinz von Cramer (Hörspiel – NDR)
- 2006: Friedrich Christian Delius: Die Minute mit Paul McCartney – Regie: Christiane Ohaus (Hörspiel – RB/WDR)
- 2014: Nathan Englander: Worüber wir reden, wenn wir über Anne Frank reden – Regie: Beate Andres (Hörspiel – NDR)